# Aéroport de Kristiansand Kjevik
L'aéroport de Kristiansand Kjevik (norvégien : Kristiansand lufthavn, Kjevik) (code IATA : KRS • code OACI : ENCN) est un aéroport international desservant la ville de Kristiansand, dans le sud de la Norvège. L'aéroport est situé à Tveit, à 16 kilomètres du centre-ville. Géré par l'entreprise publique Avinor, c'est le seul aéroport de l'Agder ayant une activité régulière. Kjevik dispose d'une piste orientée 04/22 de 2 035 mètres de long, et a accueilli 1 065 615 passagers en 2013. L'aéroport accueille les compagnies aériennes Scandinavian Airlines, Norwegian Air Shuttle, Widerøe, KLM Cityhopper et Wizz Air. La Force aérienne royale norvégienne dispose d'un centre d'entrainement sur le site.
Kjevik a ouvert le 1er juin 1939. Durant la Seconde Guerre mondiale, il est occupé et agrandi par la Luftwaffe. La situation méridionale de Kristiansand a fait que l'aéroport a accueilli de nombreuses liaisons internationales et nationales. Braathens SAFE y a effectué des vols entre 1955 et 2004, KLM jusqu'en 1971, puis Dan-Air (en) qui reliait le Royaume-Uni. Le terminal a été agrandi en 1955, 1979, 1994 et 2015. De nouvelles tours de contrôle ont été construites en 1966 et 2013. Kjevik a été l'aéroport principal de Sørfly (en) entre 1946 et 1962, d'Agderfly (en) entre 1969 et 2004, et de FlyNonstop en 2013.

## Histoire

### Construction
Le premier aéroport de Kristiansand était un aérodrome maritime situé au centre-ville. Il fut construit par la Royal Norwegian Navy Air Service en 1918,. Un déplacement de l'aéroport fut proposé plusieurs fois, mais n'aboutit jamais avant la construction de "Kjevik".
Localement, l'initiative pour un aéroport à Kristiansand est portée par le maire Andreas Kjær en 1933, et le conseil municipal formula une demande officielle au gouvernement en ce sens en août 1934. Cet été-là, Widerøe entame des vols vers Kristiansand en longeant la côte d'Oslo à Haugesund. Norwegian Air Lines (DNL) met également en place une ligne côtière par hydravion d'Oslo à Bergen via Kristiansand le 9 juin 1935.
Le gouvernement déclare en 1935 son intention de construire un aéroport dans l'Agder. Kristiansand, Mandal et Arendal sont alors mis en concurrence. Le gouvernement conclut que Kristiansand était la meilleure option, selon des considérations militaires et financières. Plusieurs sites sont alors étudiés, et Kongsgårdbakken est finalement retenu, pour un coût de 2 millions de couronnes norvégiennes (NOK) moins élevé qu'à Kjevik. La municipalité et l'état formalisent la construction en avril 1936, qui démarre rapidement.
Pendant ce temps, un groupe continue à étudier l'opportunité de construire un aéroport sur Kjevik, conduit par l'aviateur Bernt Balchen, l'industriel Rolf Petersen et Lawyer Hartmann. Ils présentent des plans détaillés et des prix d'achats de terrains convenables, plan qui sera accepté par le conseil municipal de Kristiansand le 5 août 1936, et voté le 30 septembre 1937 par 34 voix contre 26. La construction débute en novembre et est réalisée par Høyer-Ellefsen. La même année, la Norwegian Army Air Service utilise les champs de Kjevik pour l'entraînement.
L'aéroport consiste initialement en une piste en béton de 1 000 mètres sur 40, reliée à un tarmac de 12 mètres de large. Un petit terminal en bois est bâti, et une maison proche est reconvertie en restaurant. Les hydravions y sont reçus à l'aide d'un quai flottant et d'une câle. Kjevik ouvre le 1er juin 1939, le même jour que l'aéroport d'Oslo  Fornebu. Le premier appareil reçu sur cet aéroport fut un Douglas DC-2 de KLM. Un premier vol international depuis Oslo vers Amsterdam fait escale à Kristiansand, tandis que Danish Air Lines relie Copenhague. DNL ouvre une ligne hydravion depuis Oslo via Kristiansand vers l'Aéroport de Stavanger.

### Seconde Guerre mondiale
Kjevik est occupée par la Luftwaffe durant l'invasion Allemande le 9 avril 1940. Le premier appareil qui arrive sur Kjevik est un atterrissage d'urgence. Le site reçoit ensuite des Junkers Ju 52,. À partir du 11 avril, un escadron de Messerschmitt Bf 109 stationne à Kjevik.
La Luftwaffe commence immédiatement par agrandir l'aéroport. Ils suppriment une colline à l'extrémité est de la piste, puis l'étendent. Tveit est transformée en village militaire. À l'est, un champ de mine est installé, et des réservoirs de fuel sont construits autour de l'aéroport. Deux grands hangars sont construits, ainsi qu'une multitude de cabanons. Durant la guerre, la piste est étendue à 1 580 mètres. L'armée allemande prévoyait une vaste expansion du site dès 1945, qui aurait littéralement rayé le village. Ces plans furent stoppés par la fin de la guerre.

### Après-guerre

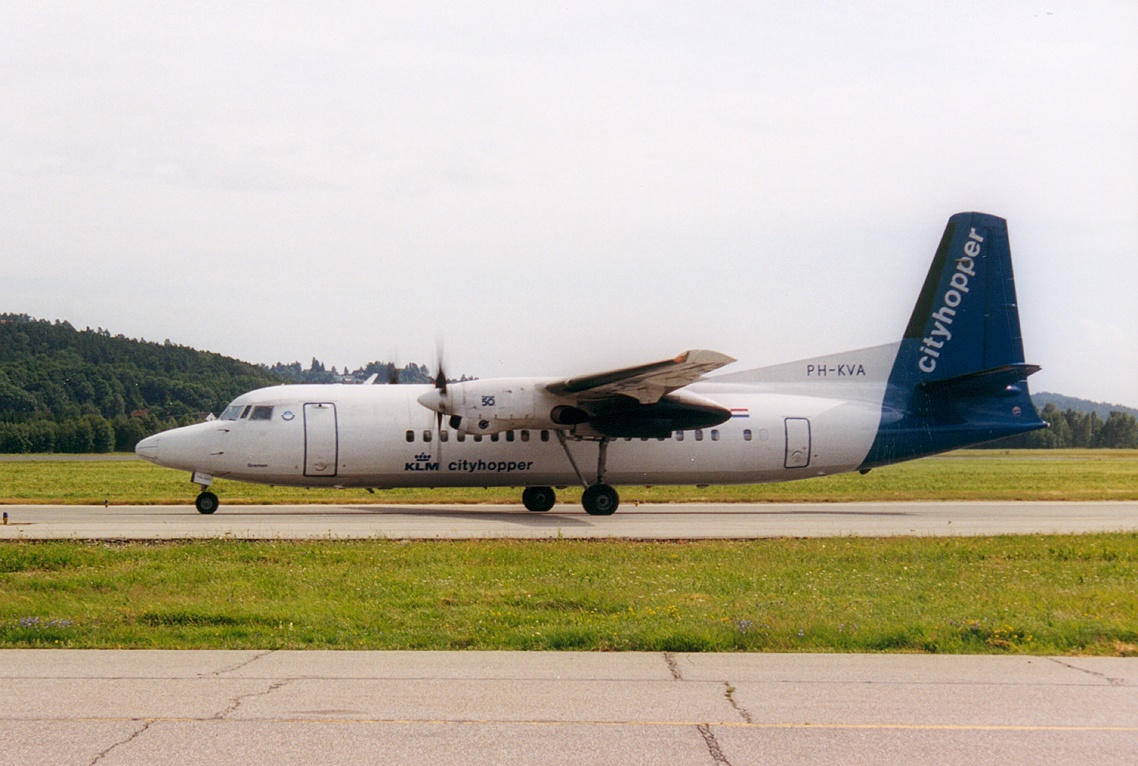
Fokker 50 de KLM Cityhopper sur Kjevik en 2000.

Kjevik est repris par la Royal Air Force en mai 1945. L'opération de déminage débute, et le site est démilitarisé. Il est alors équipé pour reprendre une activité commerciale et civile. L’Air Force Aircraft-Technical School et la  Weapon-Technical School déménagent à Kjevik en février 1946. Cette dernière déménagera sur l'aérodrome de Lista deux ans plus tard.
Ces améliorations poussent la municipalité de Kristiansand à vouloir se débarrasser de sa responsabilité notamment financière de l'aéroport. Le conseil municipal vote ce transfert vers l'État le 9 décembre 1946, ce qu'accepte le Parlement le 20 juin 1947. La même année, le club d'aviation Kjevik Flyklubb est créé.
Le 6 mars 1946, KLM relance la ligne Oslo-Amsterdam via Kristiansand avec un Douglas DC-3. Dès 1950, la ligne était effective 3 fois par semaine, et continuait même jusqu'à Bruxelles. DNL, par sa coopération au sein de la Scandinavian Airlines System (SAS) démarre une ligne le 2 octobre 1946 depuis Oslo via Kristiansand, Amsterdam et Bruxelles vers Paris. Quatre jours plus tard, une ligne hydravion de Kristiansand vers Stavanger, Haugesund et Bergen est lancée. Danish Air Lines lance également une ligne reliant Kjevik, Aalborg et Copenhague en 1947.
Le terminal est agrandi en 1953, proposant une nouvelle salle d'attente et une cafétéria.
Sørfly, la première compagnie aérienne originaire de l'Agder, est créée en 1946. Elle utilise des Auster Autocrats, et réalise diverses tâches d'general aviation, repérage, vols charters pour des chasseurs à destination du Setesdal, et photographies aériennes. Ils font l'acquisition d'un Republic Seabee et d'un Miles Gemini en 1947 et 1948. La compagnie aérienne lance une ligne entre Stavanger et Kristiansand via Ålborg vers Göteborg. Son hangar de Kjevik s’effondre en 1954 et le Seabee est vendu en 1956. La compagnie perd alors de l'activité et est liquidée en 1962.
Braathens reprend son trafic le 6 juin 1955 avec la ligne Oslo via Tønsberg, Kristiansand et Farsund vers Stavanger, avec un vol quotidien à l'aide d'un de Havilland Heron, plus tard remplacé par un Fokker F27 Friendship en 1959. La ligne a transporté 2 593 passagers la première année, allant jusqu'à 17 900 en 1960. Braathens ouvre une ligne Kristiansand-Ålborg en 1960, un an avant son rachat par la SAS. Cette année-là, l'aéroport a accueilli 54 306 passagers.
KLM introduit des Vickers Viscount sur la ligne de Kjevik en 1957, et trois ans plus tard, commence à utiliser le Lockheed L-188 Electra. L'école de technique d'armement revient sur Kjevik en 1963. Durant les années 1950 et 60, la SAS utilise pour ses vols à destination de Kristiansand des Saab Scandia puis des Convair CV-440 Metropolitan. Dan-Air introduit une ligne estivale vers Newcastle upon Tyne en 1963, qui deviendra annuelle en 1972.

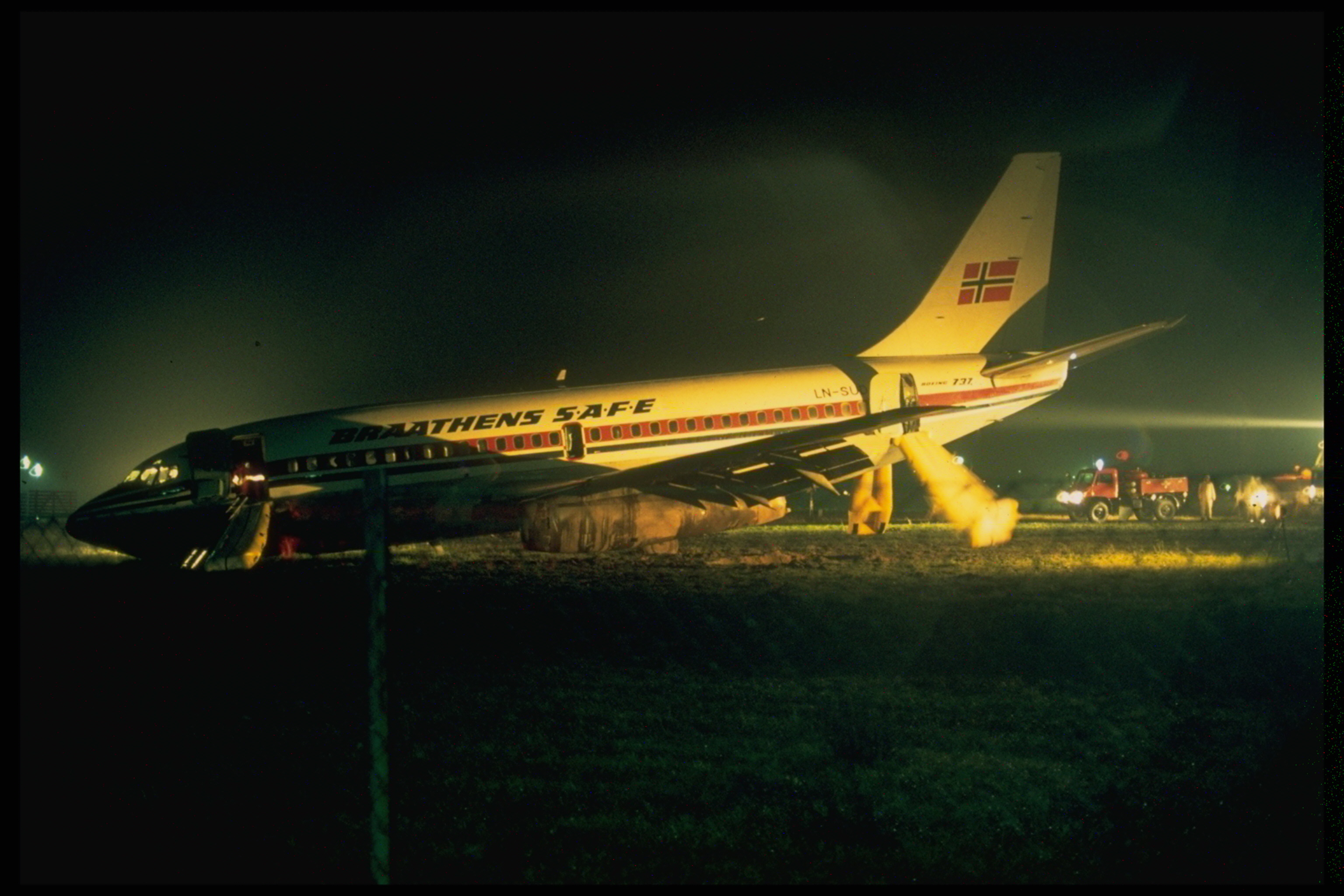
Accident d'un Braathens SAFE Boeing 737-200 en 1977.

Les nouveaux appareils nécessitèrent une plus longue piste. La ville et l'État conclurent alors un accord dans lequel la municipalité financerait l'achat du terrain, et l'État la construction de la piste. La piste fut alors étendue à 1 960 mètres en 1966. Le 2 novembre, une nouvelle control tower de 18 mètres de haut est construite. L'aéroport accueillait alors 143 585 passagers en 1965.
Agderfly est fondée à Kjevik en 1969. La compagnie aérienne utilise de nombreux appareils jusqu'aux années 1980, exclusivement en tant qu'école d'aviation. KLM introduit le Douglas DC-9 sur la ligne d'Amsterdam dès 1966. Cependant la destination est supprimée en 1971 au profit de Göteborg. Braathens introduit le Fokker F28 Fellowship dès 1969 et le Boeing 737-200 dès 1975.
L'aéroport accueillait 203 875 passagers en 1970, puis 295 578 cinq ans plus tard. Un club de parachutisme, Kjevik Fallskjermklubb, est fondé en 1974. Dan-Air crée une ligne à destination de Londres en 1976. L'école de Radar et Communications des Forces Armées s'installe sur Kjevik en 1977,.

### Nouveau terminal

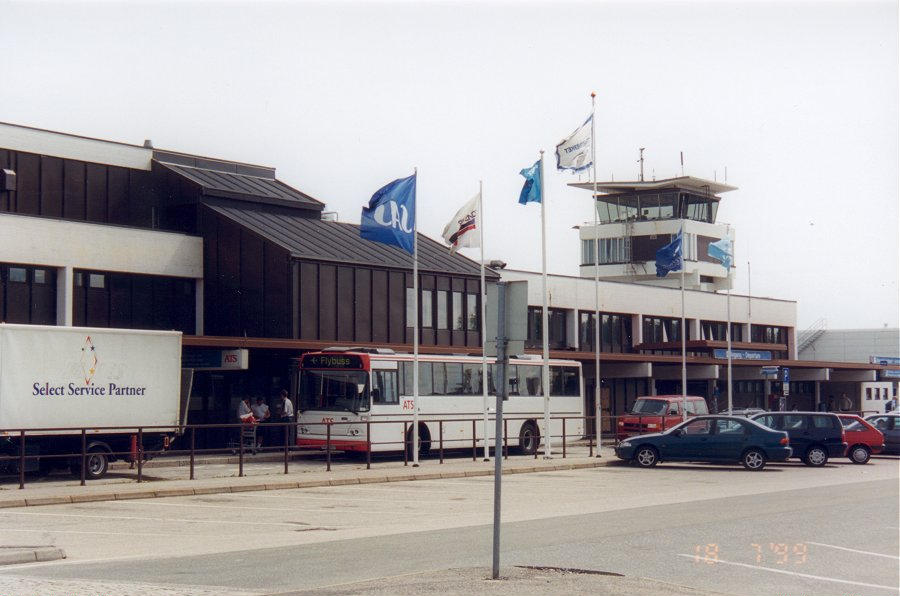
Vue du terminal en 1999: à gauche le terminal de 1979, le terminal de 1953 et la tour de contrôle de 1966.

Kristiansand est un des six aéroports test à recevoir un système d'atterrissage Doppler en 1977. À la fin des années 1970, le terminal devient trop petit ; un nouveau terminal de 3 500 m2 est donc construit et inauguré le 22 mars 1979. Le vieux terminal est converti en terminal de fret, et l'ancien terminal international est récupéré par l'armée de l'air. Kjevik accueille 400 549 passagers en 1980, puis 477 549 cinq ans plus tard.
La compagnie aérienne Agderfly propose de nouvelles destinations, Göteborg Landvetter le 26 septembre 1989, puis Billund le 2 octobre. Deux ans plus tard, ils proposent une ligne à destination de Brême, mais celle-ci s'achevera le 21 novembre 1991. L'aéroport accueillait 578 373 passagers en 1990, puis 745 061 cinq ans plus tard.

## Statistiques
Pour des raisons techniques, il est temporairement impossible d'afficher le graphique qui aurait dû être présenté ici.

Voir la requête brute et les sources sur Wikidata.

## Situation

### Carte des aéroports en Norvège
Carte des principaux aéroports de Norvège (en 2019)
Le Svalbard n'est pas ici en coordonnées géographiques exactes.
| Oslo-Gardermoen Bergen Stavanger Trondheim Tromsø Bodø Sandefjord Moss Kristiansand Ålesund Haugesund Harstad/Narvik Molde Kristiansund Alta Kirkenes Bardufoss Florø Hammerfest Svalbard Plus de 10 millions Plus de 5 millions Plus de 1 million Plus de 0,4 million Moins de 0,4 million Fermé |

## Compagnies aériennes et destinations
| Compagnies            | Destinations |
| --------------------- | --- |
| KLM                   | Amsterdam |
| Norwegian Air Shuttle | Oslo-Gardermoen |
| Scandinavian Airlines | Copenhague-Kastrup, Oslo-Gardermoen En saison : Alicante-Elche En saison charter : La Canée I.-Daskaloyánnis, Las Palmas/Gran Canaria |
| Sunclass Airlines     | En saison charter : Palma de Majorque                                                                                                 |
| Widerøe               | - Bergen, - Bodø, - Copenhague-Kastrup, - Narvik/Harstad, - Stavanger, - Trondheim                                                    |

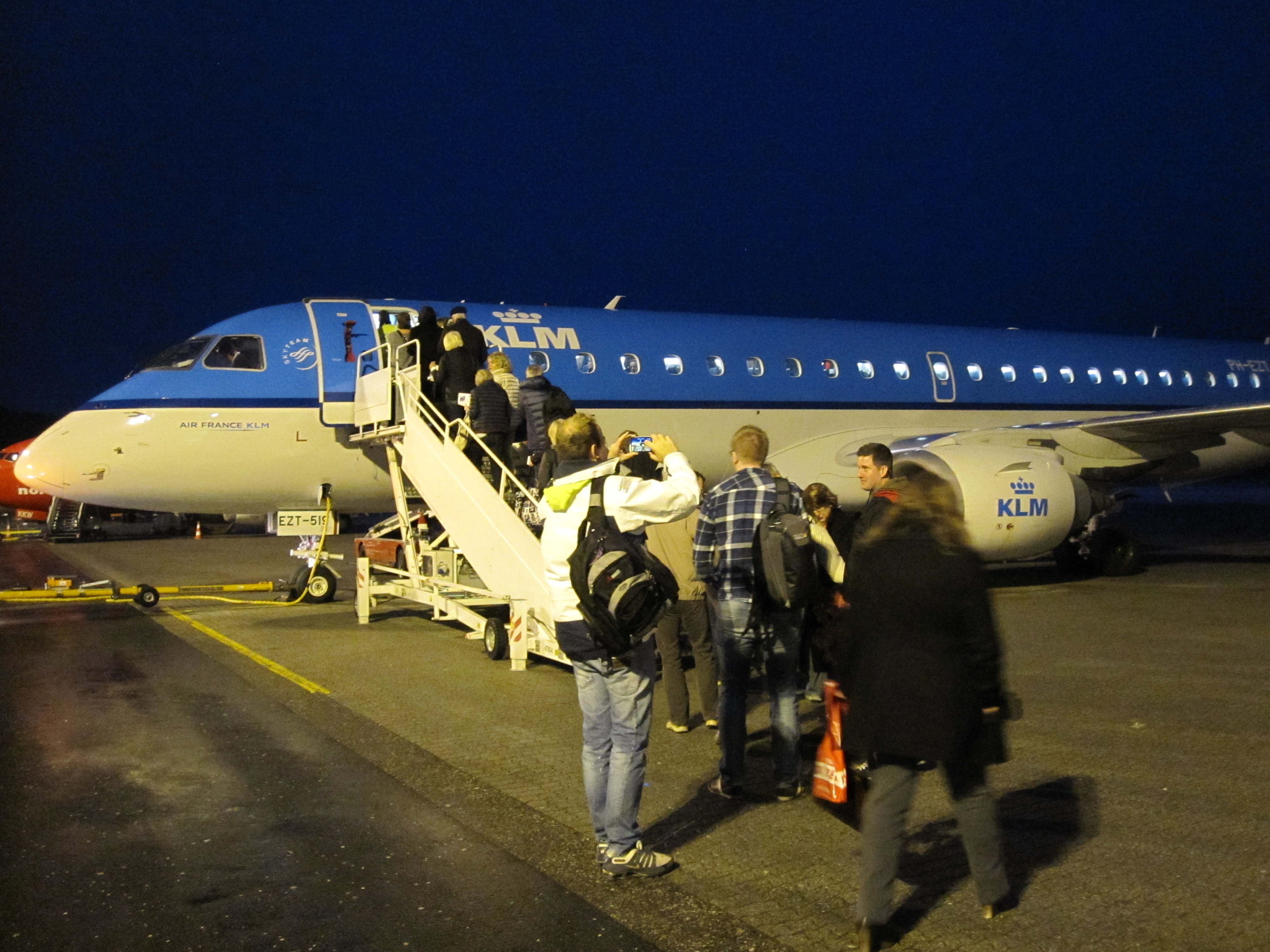
Passagers embarquant dans un Embraer 190 de KLM Cityhopper sur Kjevik en 2013.

Édité le 16/02/2018. Actualisé le 25/02/2023.

## Accès
L'aéroport se situe à 16 kilomètres du centre-ville. La Route Nationale 451 longe l'aéroport et rejoint la Route Nationale 41. Cette dernière est connectée à la route E18. L'aéroport dispose d'un parking de 1 800 voitures, ainsi qu'un bureau de location de véhicules.